# Aegean Paradise
Die Aegean Paradise ist ein Kreuzfahrtschiff der New Century Group Hong Kong. Es wurde 1990 fertiggestellt und trug ursprünglich den Namen Orient Venus.

## Geschichte

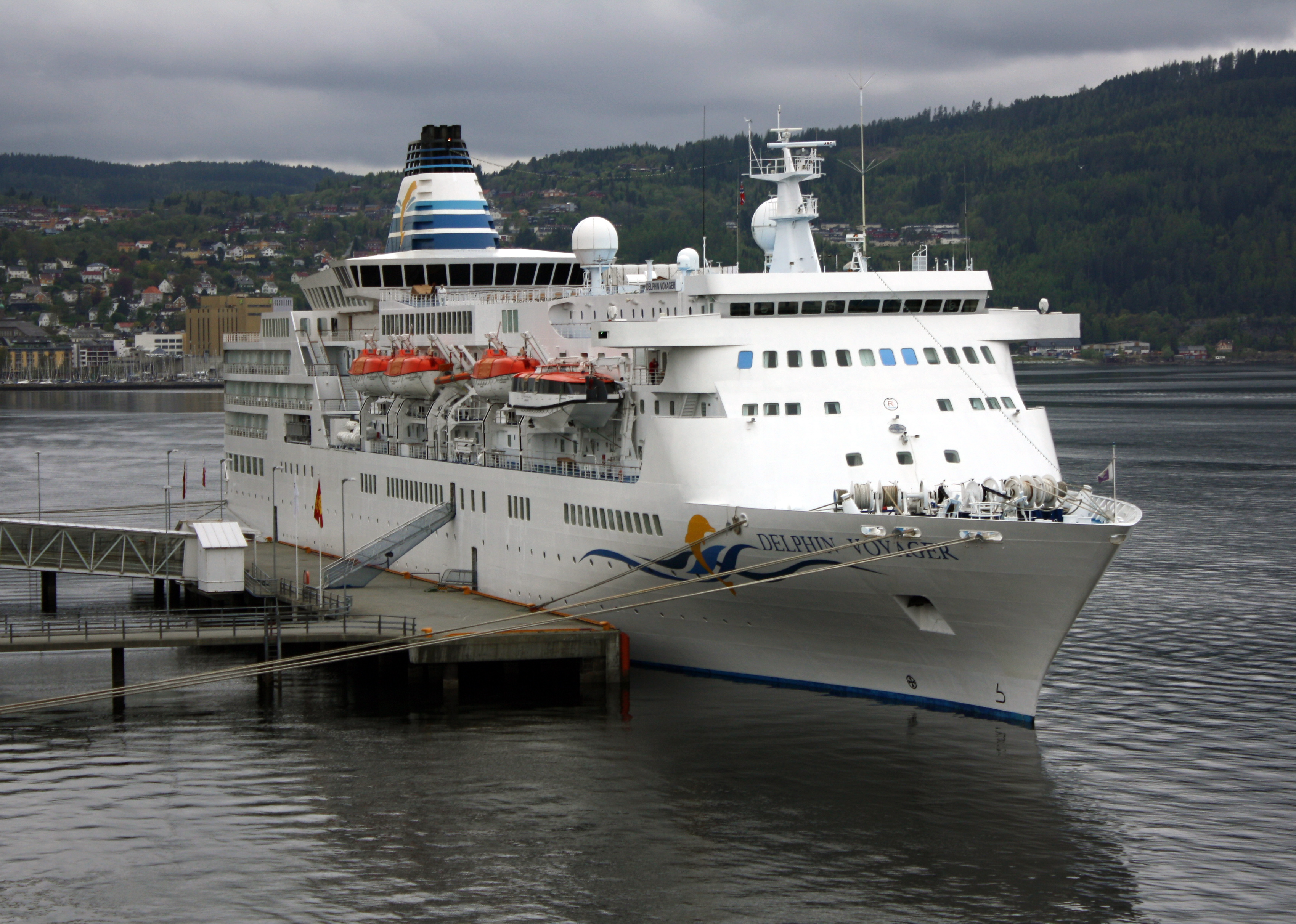
Das Schiff als Delphin Voyager in Trondheim (2010)

Das Schiff wurde 1990 bei Ishikawajima-Harima Heavy Industries in Tokio als Orient Venus gebaut. Es wurde als Drei-Sterne-plus-Schiff von Japan Cruise Line auf dem japanischen Markt eingesetzt. 2005 wurde das Schiff an die First Cruise One Corp., eine Tochter der griechischen Restis Group, verkauft und in Cruise One umbenannt. 2006 wurde es in Griechenland zu einem Vier-Sterne-Schiff mit Balkonkabinen nur im hinteren Teil des Schiffes umgebaut. Durch den Umbau ergab sich eine hohe Vibrationsneigung beim Anfahren.
Zum 1. Mai 2007 wurde das Schiff an Delphin Kreuzfahrten verchartert und am 18. Mai am Hamburg Cruise Center HafenCity auf den Namen Delphin Voyager getauft. Taufpatin war Katrin Hackmann, die Tochter von Heinz-Herbert Hey, dem geschäftsführenden Gesellschafter der Delphin Kreuzfahrten. Das Schiff ersetzte die Delphin Renaissance, die Ende Mai 2006 an Pulmantur Cruises abgegeben worden war. Delphin Kreuzfahrten setzte das Schiff bis 2011 ein, u. a. auf einer Weltreise und im Mittelmeerraum.
Nachdem Delphin Kreuzfahrten am 12. Oktober 2010 beim Amtsgericht Hamburg einen Insolvenzantrag gestellt hatte, holte die First Cruise One Corp. das Schiff nach Griechenland zurück, wo es bei Perama zunächst auf Reede lag, bevor es von Januar bis Mai 2011 unter dem Namen Hainan Empress an Hainan Cruises Enterprises nach China verchartert wurde.
2011 ging das Schiff an die spanische Reederei Happy Cruises, die es ab dem 30. Mai unter dem Namen Happy Dolphin im Mittelmeer einsetzte. Am 24. September 2011 stellte Happy Cruises dann überraschend den Betrieb ein. Bis Ende November 2011 lag die Happy Dolphin daraufhin in Venedig, von wo aus sie nach Perama verholt wurde. Ab Sommer 2012 fuhr das Schiff unter dem Namen Aegean Paradise für das türkische Unternehmen etstur. 2015 kaufte Kingston Maritime, eine Tochtergesellschaft der New Century Group Hong Kong, das Schiff.

## Technische Daten und Ausstattung
Das Schiff wird von zwei Viertakt-Zwölfzylinder-Dieselmotoren des Herstellers Pielstick mit einer Leistung von jeweils 6.568 kW angetrieben. Die Motoren wirken auf zwei Verstellpropeller. Das Schiff erreicht damit eine Geschwindigkeit von bis zu 22 kn.
Für die Stromversorgung stehen drei Dieselgeneratoren mit einer Leistung von 1.600 kW (Scheinleistung: 2.000 kVA) sowie einem Notgenerator mit einer Leistung von 210 kW (Scheinleistung: 263 kVA) zur Verfügung.
Das Schiff verfügt über acht Passagierdecks. Die bis zu 650 Passagiere werden in 324 Kabinen untergebracht.